# Southern tick-associated rash illness
 Mise en garde médicale
« Southern tick-associated rash illness » (dont l'acronyme est STARI et qui est parfois aussi dénommée Masters' disease en Amérique du Nord) est une  maladie émergente qui ressemble — pour ses premiers symptômes — fortement à la maladie de Lyme.
Cette maladie n'a été détectée qu'en Amérique du nord, dans le sud-est et l'Est des États-Unis.
Une étude publiée en 2017 basée sur une étude biochimique et métabolomique de sérums de patients a conclu qu'il s'agissait bien d'une maladie distincte de la maladie de Lyme. Mais cette maladie qui, selon les données disponibles, se déclare toujours à la suite d'une morsure de tique, reste très mal comprise car en 2017 le pathogène qui serait transmis par la tique n'a toujours pas pu être identifié.
On ignore même encore s'il s'agit d'une bactérie ou d'un virus.

## Symptômes
Le début de la maladie est caractérisé par un érythème migrant (rash en « en œil de taureau »), associé à un syndrome grippal (fatigue, douleur musculaire et maux de tête). 
Comme pour la maladie de Lyme la fièvre n'est pas toujours importante ni même présente.
Le rash doit d'abord faire évoquer une maladie de Lyme mais au sud-est des États-Unis il n'en est plus un indicateur certain.

## Diagnostic

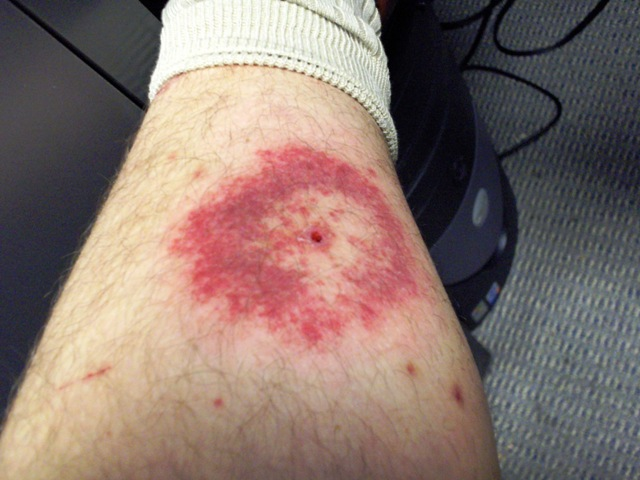
érythème migrant ; rash en en œil de taureau

Il est d'abord fondé sur l'existence d'un rash de type erythema chronicum migrans, situé près du point de morsure et d'infection.  Il évoque celui de la maladie de Lyme mais sans qu'on ne trouve ensuite de preuve de présence de B. burgdorferi ou d'une autre borrélie,.
Le diagnostic est habituellement posé quand — dans le sud puis le Sud-Est des États-Unis — un traitement antibiotique prescrit à la suite d'un érythème migrant ayant suivi une morsure de tique ne fonctionnait pas alors qu'il est normalement efficace contre la maladie de Lyme.
Dès le début de la maladie, la signature métabolique du STARI (basée sur 261 caractéristiques biomoléculaires) diffère : le métabolisme de la N-acyl éthanolamines altérée et de l'acide gras primaire amide sont différents. Ceci permettra de discriminer précocement la STARI de la vraie maladie de Lyme (avec une précision de 85 à 98 % selon les premiers essais de tests).

## Causes
Mi-2017 il y a consensus sur le fait que la maladie est une maladie à tique et qu'elle est transmise par la tique Amblyomma americanum (qui a été considérée comme l'un des réservoirs ou vecteurs de borréliose de Lyme dès 1984 et des affections associées aux tiques et dénommées « Lyme-like disease »). 

Mais la maladie n'a commencé à être vraiment reconnue comme probablement distincte de la maladie de Lyme qu'à la fin des années 1990,.
Dans les années 2000 et d'abord dans le sud des États-Unis, plusieurs études ont encore échoué à trouver la preuve de la présence de Borrelia burgdorferi (agent causal de la maladie de Lyme) chez des patients présentant tous les symptômes de la maladie de Lyme,. 
Une hypothèse a été que la maladie pouvait être causée par une bactérie proche (Borrelia lonestari), également du groupe des spirochètes d'abord isolée en culture en 2004. Mais cette hypothèse n'a pu être confirmée car dans d'autres cas ce spirochète n'a pas été retrouvé ce qui a fait supposer à quelques auteurs que le pathogène pourrait même ne pas être une bactérie.

## Traitement
L'infection est traitée par des antibiotiques, doxycycline en général, et les symptômes douloureux semblent alors régresser,.

## Prognose
Aucune étude sérieuse ne semble avoir été réalisée sur le long terme pour cette étude mais les premiers éléments disponibles suggèrent que si symptômes comparables apparaissent (sauf pour le rash) ils sont moins sévères que ceux généralement associés à la maladie de Lyme. 

## Prévention
C'est la même que pour la maladie de Lyme : elle consiste à tenter d'éviter de se faire mordre par une tique.
Une étude récente (2017) a montré que même dans les zones de forte prévalence de la maladie de Lyme et là où l'on peut aussi rencontrer des cas de Southern tick-associated rash illness (STARI), les médecins généralistes étaient encore peu nombreux à savoir identifier les tiques communes et celles qui risquent le plus aux États-Unis de transmettre des pathogènes à l'Homme. 
Sur 76 généralistes interrogés en zones endémiques sur le nom commun ou scientifique de ces tiques, seuls 10,5 %, 46,1 % et 57,9 % ont pu respectivement identifier des tiques Amblyomma americanum femelles adultes (engorgée), la tique du chien (Dermacentor variabilis), et la Tique Ixodes scapularis et moins de la moitié des participants au test ont identifié les trois agents pathogènes les plus fréquemment transmis par  Mitted par Amblyomma americanum. Les auteurs de l'étude en ont conclu que l'utilisation d'un manuel de référence avec des photographies de tiques et des dessins devrait être encouragée dans la pratique clinique. Le patient aurait aussi intérêt à conserver la tique qu'il a retiré de sa peau pour la montrer à son médecin.